# 阿部晋也 (実業家)
阿部 晋也（あべ しんや、1971年 - ）は、北海道出身の日本の実業家。
エコ名刺やバナナペーパーの販売を中心とした事業を行う丸吉日新堂印刷、キャンピングカーのレンタル・販売事業を行う北海道ノマドレンタカーの代表取締役を務める。

## 来歴
札幌大学経済学部を卒業。20歳過ぎの頃に、親類の葬儀会場で不自由な体の老人が階段に難渋している場面に遭遇した際、階下の女性から手伝うよう言われて、幼い頃の母の言葉を思い出し、「困っている人を助ける」ことを考えるようになった。
1992年、丸吉日新堂印刷に就職して、1995年同社代表取締役社長に就任した。
当初は伝票印刷を主力としていた。営業マンでありながら対人恐怖症であったため、名刺に工夫を入れてコミュニケーションを取るようにした。これをきっかけにペットボトル再生材名刺や四つ折り名刺といった特徴ある名刺を製作・販売するようになる。さらに、バナナペーパー名刺など地球環境に配慮したエコ名刺の通販事業を中心に据える。名刺による人の交流を促進することを目的とした「エコ名刺交流会」の開催も手がけた。
2017年に、北海道ノマドレンタカーを設立した。

## 人物
小学校6年よりサーフィンを始め、スキー、スノーボード、釣り、キャンプなどのアウトドアスポーツを趣味とする。　